# 劉秀薇
劉秀薇（10月17日—），原名劉秀薇，馬來西亞演员，英文名： Vivian Liu，曾是馬來西亞GoXuan (电台)電台主持人。

## 戲劇作品

### 電視劇
| 首播            | 劇名           | 角色         |
| 2014/02         | 我們正年輕     |              |
| 2014/02         | 重案阻擊       |              |
| 2014/07         | 心迷           | May          |
| 2014/08         | 分身乏術       | 鄭可麗       |
| 2015/03~2015/05 | 如何說再見     | Clara        |
| 2015/05~2015/07 | 我的男友不是人 | 静林         |
| 2016/02         | 脈動人心       | 杜悅兒       |
| 2016/01~2016/06 | 愛麗絲歷險記   | 蔣之喬(小喬) |

### 電視電影
| 首播    | 劇名       | 角色 |
| 2014/04 | 婚姻的條件 | 雅慧 |

## 電影作品

### 微電影
| 首播    | 劇名         | 角色   |
| 2013/11 | Young House  |        |
| 2013/11 | 愛在馬來西亞 |        |
| 2013/04 | 哀情         |        |
| 2018/01 | 戀人未滿     | 阮斯婷 |

## 電視節目

### 戀愛實境秀節目
| 播出頻道 | 節目名稱   | 告白對象 | 敘述 |
| 貴州衛視 | 非常完美   | 霍祈君   | 告白失敗，但成非常完美女嘉賓亮點，也是唯一被霍祈君用微博感謝女嘉賓並標註她的唯一對象。 |
| 芒果TV   | 黃金單身漢 | 陳楚河   | 告白成功，成陳楚河25去24位唯一一位當正牌女友的對象，但之後要男嘉賓想想被自己淘汰的對象有沒有愛過的人，男嘉賓猶豫了，劉秀薇失落離開，陳楚河捨不得女嘉賓自己一個人離開，牽手帶她走下去，成了粉絲們眼中的「榴槤夫妻」。 |

### 電視節目
| 首播    | 節目名                          |  |
| 2013/05 | Akua Ekstrem Season 5           |  |
| 2013/10 | Splash Fiesta 水舞全城 Season 3 |  |
| 2014/04 | 凌晨三點三--古井                |  |

## MV作品
- 郭文瀚 _ 路有多遠
- 薛炳进ft. 林國偉 _ 我以為我可以
- 菲道尔Firdhaus _ My菜
- GoXuan MC  _ 最给力的留言

### 個人單曲
- 我願意
- I HATE CHU